# Stéphane Robitaille
Stéphane Robitaille (* 22. April 1970 in Québec City, Québec) ist ein ehemaliger kanadischer Eishockeyspieler, der zuletzt in der Saison 2011/12 für die EC Kassel Huskies in der Oberliga West spielte. In früheren Jahren stand er unter anderem für die Kassel Huskies und die Hannover Scorpions in der Deutschen Eishockey Liga auf dem Eis.

## Karriere
Robitaille begann seine Eishockeykarriere 1988 in der US-amerikanischen Collegeliga ECAC Hockey beim Rensselaer Polytechnic Institute. Dort entwickelte sich der gelernte Verteidiger zu einem Leistungsträger. Die erste Saison verlief bereits erfolgreich. Der Linksschütze wurde in 22 Partien eingesetzt und konnte dabei elf Scorerpunkte erzielen. Schon damals zeigte sich, dass er ein fairer und wenig körperbetonter Spieler ist. Er kassierte in den 22 Spielen lediglich vier Strafminuten, eine für einen Verteidiger relativ niedrige Zahl. In den nächsten drei Jahren konnte er sich stetig verbessern und gehört zu den gefährlichsten Verteidigern im Team.
Während der Spielzeit 1991/92 wechselte der damals 21-jährige in die American Hockey League zu den Capital District Islanders, dem damaligen Farmteam der New York Islanders. Diese Karrierestation entwickelte sich lediglich zu einem kurzen Intermezzo. Robitaille wechselte nach wenigen Monaten erneut den Verein. Am Ende absolvierte er 11 AHL-Spiele, in denen er sechs Scorerpunkte erzielte. Diesmal unterschrieb er einen Vertrag beim EC Graz aus der österreichischen Bundesliga. Er wurde mit der Mannschaft auf Anhieb österreichischer Vizemeister 1994, konnte allerdings relativ wenig dazu beitragen, da er nur in zwei Spielen eingesetzt wurde. Daraufhin schloss er sich dem Kapfenberger SV an, mit dem Robitaille bis ins Play-off-Viertelfinale vorstoßen konnte. Dabei hatte er großen Anteil – in 33 Spielen kam er auf 35 Scorerpunkte. Nachdem der Kapfenberger SV während der Spielzeit 1997/98 nach zehn Spielen Insolvenz anmelden musste, sah sich auch Robitaille gezwungen den Verein zu wechseln. Es folgte ein kurzes Gastspiel in der Schweizer Nationalliga B beim EHC Biel, bevor er zur Saison 1998/99 in die DEL zu den Kassel Huskies wechselte.
In Kassel war Robitaille auf dem Höhepunkt seiner Karriere angelangt und hatte sportlich seine besten Jahre. Er gehörte sofort zum Stammkader und konnte mit den Huskies große Erfolge feiern. Nebenbei war er einer der punktbesten Verteidiger im Team. Bereits in seinem zweiten Jahr in Nordhessen konnte er in 56 Spielen 30 Scorerpunkte erzielen. In den Jahren 2000, 2001 und 2002 erreichte er mit den Kassel Huskies jeweils das Play-off-Halbfinale. Seine letzte Saison verlief ähnlich erfolgreich, konnte am Ende jedoch nicht mit dem Pokalsieg gekrönt werden. Es reichte dennoch für den Vizepokalsieg des Jahres 2004.
Anschließend verließ der Publikumsliebling seinen langjährigen Arbeitgeber und spielte jeweils ein Jahr in der französischen Ligue Magnus für die Rouen Dragons und erneut in Deutschland für die Füchse Duisburg. Zur Spielzeit 2006/07 unterschrieb Robitaille einen Zweijahresvertrag bei den Hannover Scorpions. Dort spielte er zwei durchschnittliche Jahre, konnte allerdings nicht überzeugen. Sein Vertrag wurde nach Ablauf nicht verlängert.
Schließlich wurden die Verantwortlichen der Bietigheim Steelers auf den mittlerweile 38 Jahre alten Robitaille aufmerksam und verpflichteten ihn zunächst für ein Jahr. Er blieb bis 2011 bei den Steelers, ehe er zu den Kassel Huskies zurückkehrte.
2012 beendete Robitaille seine Profi-Karriere, spielte weiter auf Amateurlevel für die Eishockey Jugend Kassel in der Hessenliga und trainierte den Eishockeynachwuchs aus Kassel.

## Erfolge und Auszeichnungen
- 2006 Teilnahme am DEL All-Star Game

## DEL-Statistik
(Stand: Ende der Saison 2008/09)